# Jack Taylor (televisieserie)
Jack Taylor is een Ierse tv-misdaadserie die bij TV3 op 2 augustus 2010 in première ging. De serie is gebaseerd op de Jack Taylor-reeks van auteur Ken Bruen. De serie speelt in Galway en gaat over Jack Taylor (gespeeld door Iain Glen), een voormalig agent bij de Ierse politie, en nu werkzaam als privé-detective.

## Verhaal
De serie speelt zich af in Galway, waar Jack Taylor (gespeeld door Iain Glen) werkzaam is als privé-detective. Hij was vroeger agent bij de Ierse politie, de Garda, informeel aangeduid als de guards, waar hij zijn ontslag nam, nadat hij in een dronken bui een minister aanhield wegens te hard rijden. Nu drinkt hij meer dan goed voor hem is en laat hij zich inhuren om zaken te onderzoeken waar de politie zich niet aan wil wagen. Hij blijkt daar goed in te zijn, geholpen door zijn netwerk van contacten, waaronder sommige oud-collega's bij de politie, met name Kate Noonan (gespeeld door Nora-Jane Noone).

## In de hoofdrollen
- Iain Glen als Jack Taylor
- Killian Scott als Cody Farraher
- Nora-Jane Noone als Garda Kate Noonan
- Tara Breathnach als Anne Henderson
- Frank O'Sullivan als Superintendent Clancy

## Afleveringen
1. The Guards (2010)
2. The Pikemen (2011)
3. The Magdalen Martyrs (2011)
4. The Dramatist (2013)
5. Priest (2013)
6. Shot Down (2014)

Begin 2016 worden in Galway nog eens drie afleveringen opgenomen met Iain Glen in de rol van Jack Taylor: Cross, Headstone en Purgatory.

## Uitzendingen en dvd
De serie werd eerst uitgezonden op TV3 in Ierland en vervolgens op Canvas in België met Nederlandse ondertiteling. Daarna volgde Channel 5. De serie is ook uitgebracht op dvd. In Nederland werden de eerste vijf afleveringen uitgebracht op 29 januari 2013.